# Соња Роман
Соња Роман (Ходош 11. март 1979) је словеначка атлетичарка, специјалиста за трчање на 1.500 метара.
Највећи успех је постигла на Европском првенству у дворани 2009. у Торину освојивши сребрну медаљу. Учествовала је на Олимпијским играма 2008. и 2012, Светским првенствима: на отвореном 2007. у Осаки, 2009. у Берлину и 2013. у Москви, а у дворани 2003. у Бирмингему, 2004. у Будимпешти, 2006. у Москви и 2008. у Валенсији, Европским првенствима на отвореном 2002. у Минхену и 2006. у Гетеборгу, и у дворани 2005. у Мадриду, 2007. у Бирмингему и 2009. у Торину.
У свом првом великом међународном такмичењу учествовала је као јуниорка на Светском јуниорском првенству на отвореном 1998. у Ансију када се такмичила у трци на 800 метара.
Повремено трчи и на дистанцама од 1.000 и 3.000 метара.
Романова је висока 1,68 метара, а тешка 54 кг.

## Лични рекорди

### На отвореном
| Дисциплина | Резултат | Датум              | Место                        |
| ---------- | -------- | ------------------ | ---------------------------- |
| 800 м      | 2:02,47  | 7. јул 2003.       | Загреб, Хрватска             |
| 1.000 м    | 2:39,76  | 9. септембар 2007. | Кенигс Вустерхаузен, Немачка |
| 1.500 м    | 4:02,03  | 10. јуl 2009.      | Рим, Италија НР              |
| 3000 м     | 9:03,99  | 20. јун 2009.      | Берген, Норвешка             |

### У дворани
| Дисциплина | Резултат | Датум             | Место              |
| ---------- | -------- | ----------------- | ------------------ |
| 800 м      | 2:03,03  | 16. фебруар 2008. | Беч, Аустрија      |
| 1.500 м    | 4:06,75  | 20. фебруар 2007. | Стокхолм, Шведска  |
| 3.000 м    | 8:54,24  | 8. фебруар 2008.  | Диселдорф, Немачка |